# Giulio Coltellacci
Giulio Coltellacci (Roma, 12 aprile 1916 – Roma, 26 giugno 1983) è stato uno scenografo e costumista italiano.

## Biografia
Studiò scenografia all'Accademia di Belle Arti di Roma, perfezionandosi presso lo studio di Ernesto Vighi. Esordì nel 1946 disegnando scene e costumi per la trasposizione teatrale di Rebecca, la prima moglie di Daphne du Maurier con la regia di Guido Salvini e collaborò poi con i maggiori registi teatrali italiani. Tra le sue principali realizzazioni c'è La famiglia Antrobus di Thornton Wilder per la regia di Giorgio Strehler (1949).
Si dedicò anche assiduamente al teatro di rivista ed alla commedia musicale, firmando scene e costumi di spettacoli come Attanasio cavallo vanesio, Giove in doppiopetto e Rinaldo in campo di Pietro Garinei e Sandro Giovannini.
In televisione curò le scenografie della trasmissione RAI Il Mattatore.

## Filmografia
- Ulisse, regia di Mario Camerini (1954) - scenografo
- Le fatiche di Ercole, regia di Pietro Francisci (1958) - costumista
- La decima vittima, regia di Elio Petri (1965) - costumista
- Questa volta parliamo di uomini, regia di Lina Wertmüller (1965) - attore
- C'era una volta, regia di Francesco Rosi (1967) - scenografo
- Bersaglio mobile, regia di Sergio Corbucci (1967) - attore
- Metti, una sera a cena, regia di Giuseppe Patroni Griffi (1969) - scenografo